# 탱키니

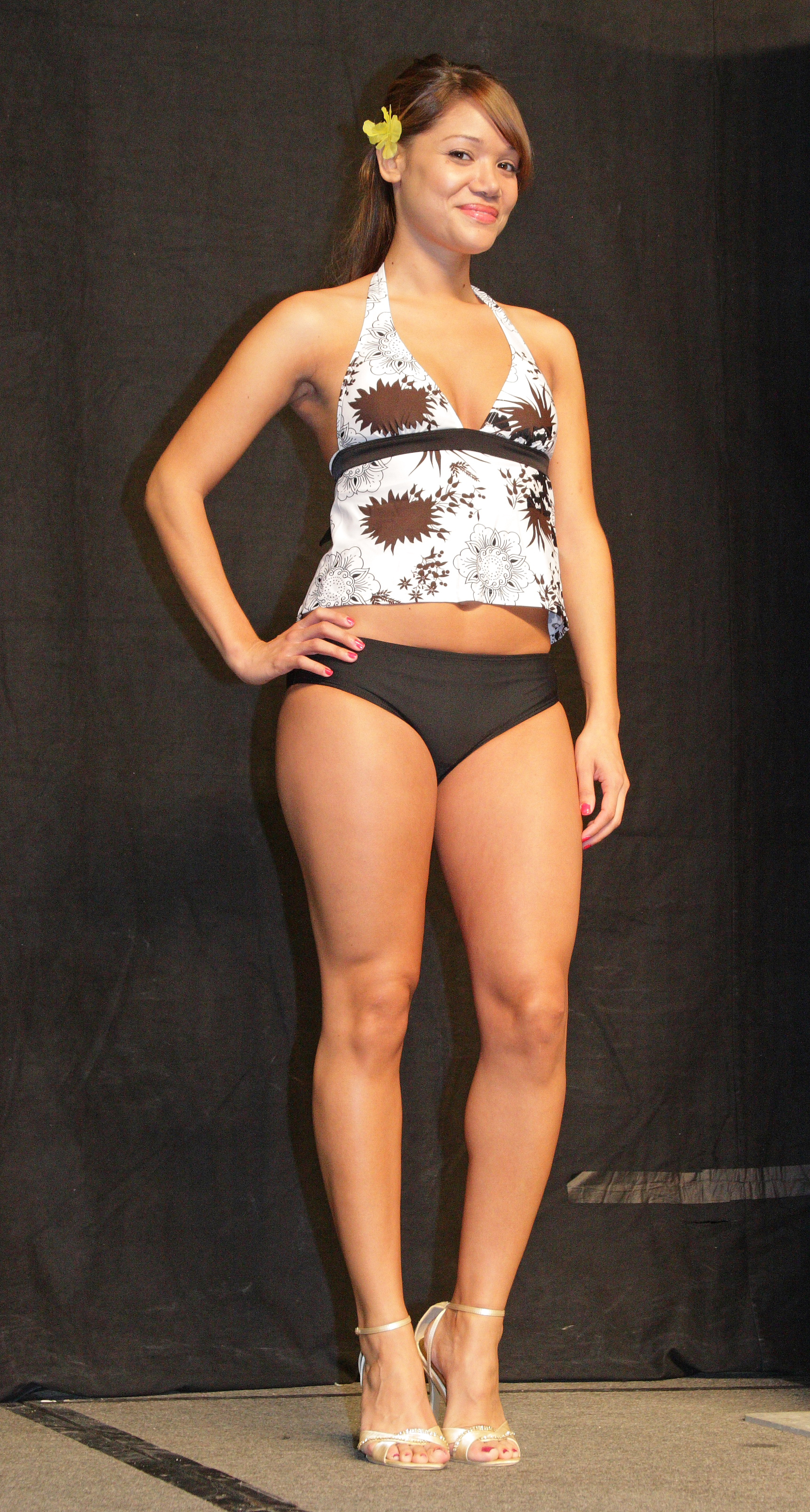
탱키니

탱키니(영어: tankini)는 수영복의 종류 중 하나이다. 탑 형식의 비키니이다.